# Вільгельм (архієпископ Ризький)
Вільге́льм Бранденбу́рзький (нім. Wilhelm von Brandenburg, також — Вільге́льм Гогенцоллерн, Вільге́льм Ри́зький (нім. Wilhelm von Riga), Вільге́льм Бра́нденбург-Ансба́х-Кульмба́хський (нім. Wilhelm von Brandenburg-Ansbach-Kulmbach; 30 червня 1498 — 4 лютого 1563) — останній католицький ризький архієпископ (1539—1561). Представник німецького шляхетного роду Гогенцоллернів.
Народився в Ансбасі, Баварія. Син бранденбурзького маркграфа Фрідріха І. Брат прусського герцога Альбрехта. Онук бранденбурзького маркграфа Альбрехта ІІІ Ахілла та польського короля Казимира IV. По жіночій лінії був праправнуком київського князя Андрія Гольшанського. За правилами бранденбурзького дому готувався до духовної кар'єри. Навчався в Інгольштадському університеті (з 1516). Коад'ютор католицького ризького архієпископа Томаса Шенінга (з 1529). 1532 року обраний частиною знаті езельським єпископом, але програв у боротьбі Рейнгольду фон Буксгеведену. Після смерті Шенінга став князем-архієпископом Ризьким. Проте до 1546 року міська рада Риги відмовлялася присягати йому на вірність, не бажаючи бачити на своїй кафедрі представника Гогенцоллернів. 1555 року призначив своїм коад'ютором лютеранина, ратцебурзького єпископа Христофа Мекленбурзького, що загострило стосунки із католицьким Лівонським орденом. У боротьбі проти нього покладався на прусського герцога-брата Альбрехта та польського короля. Разом із Христофом був ув'язнений ландмейстром Ордену Генріхом фон Галеном (1556). Поновився на посаді завдяки Позвольському миру (1557). Внаслідок Лівонської війни, розпочатої вторгненням московитів, втратив владу над Ригою, що отримала статус вільного імперського міста (1561). Зберіг за собою княжий титул і два замки. Помер в Ризі, Священна Римська імперія, у віці 64 років. Похований у Ризькому катедральному соборі.

## Сім'я
- Батько: Фрідріх І (маркграф Бранденбургу)
- Матір: Софія Ягеллонка (1464–1512) — польська принцеса
- Брат: Альбрехт (герцог Пруссії)